# Federico Vega
Federico "Fede" Darío José Vega (ur. 4 lutego 1993 w Don Torcuato) – argentyński piłkarz występujący na pozycji obrońcy w Lorce.